# Alfred Tepe
Wilhelm Victor Alfred Tepe (Amsterdam, 24 november 1840 - Düsseldorf, 23 november 1920) was een Nederlands architect. Na P.J.H. Cuypers was hij de belangrijkste architect van de neogotiek in Nederland. Naar zijn ontwerp zijn vele kerken gebouwd, met name in het toenmalige gebied van het aartsbisdom Utrecht.

## Biografie
Tepe werd geboren te Amsterdam als zoon van de uit het Duitse Quakenbrück afkomstige textielhandelaar Friedrich Anton Tepe (1801-1882) en diens uit Münster afkomstige echtgenote Maria Sterneberg. Van 1861 tot 1864 studeerde hij architectuur aan de Bauakademie in Berlijn, waar hij echter ontevreden was over de sterk op het Classicisme gerichte opleiding. In zijn vrije tijd bestudeerde hij het werk van E.E. Viollet-le-Duc, de Franse expert op het gebied van de gotische architectuur. Van 1865 tot 1867 werkte Tepe voor Vincenz Statz, een van de voornaamste architecten van de neogotiek in Duitsland, in Keulen. Hier werd hij betrokken bij de restauratie en afbouw van de Dom.
In 1867 ging Tepe terug naar Amsterdam, waar hij voor korte tijd werkzaam was bij een zekere architect Ouderterp. Daarna verhuisde hij in 1872 naar Utrecht, waar hij een van de voornaamste beschermelingen zou worden van het St. Bernulphusgilde, een groep van katholieke geestelijken die streefden naar een heropleving van nationale tradities en vakmanschap in religieuze kunst en architectuur. Met name werden invloeden van middeleeuwse inheemse stijlen aangemoedigd, evenals het gebruik van inheemse materialen als baksteen. In het meeste werk van Tepe heeft deze ideologie een beslissende rol gespeeld.
Tussen 1871 en 1905 bouwde Tepe ongeveer 70 kerken, uitgevoerd in baksteen met weinig gebruik van natuursteen, met de Nederrijnse gotiek uit de 15e en 16e eeuw als voorbeeld. Het interieur werd in veel gevallen verzorgd door andere zich aan het gilde conformerende kunstenaars, waarvan beeldhouwer en schilder Friedrich Wilhelm Mengelberg de belangrijkste was. Tot ongeveer 1882 had Tepe vrijwel een monopolie op het ontwerpen van nieuwe katholieke kerken in het kerngebied van het aartsbisdom Utrecht. Pas na de dood van aartsbisschop Schaepman kregen ook andere architecten een kans. Naast kerkgebouwen ontwierp Tepe vele andere gebouwen die vaak wel op de een of andere manier verbonden waren met de katholieke kerk, zoals kloosters, scholen en weeshuizen. Een belangrijk voorbeeld hiervan is het Sint-Hiëronymus wees- en bejaardenhuis in Utrecht uit 1875-1877.
Vanaf ongeveer 1900 bouwde Tepe ook enkele kerken in Duitsland. In 1905, toen opdrachten in Nederland uitbleven, verhuisde hij naar Düsseldorf waar hij in 1920 overleed, een dag voor zijn 80e verjaardag.

## Bouwstijl
Tepe was, als leidende architect van het St. Bernulphusgilde, de aanvoerder van een duidelijk herkenbare richting binnen de Nederlandse neogotiek, een richting die overgenomen werd door onder anderen J.W. Boerbooms en voortgezet werd door onder anderen Wolter te Riele. De sterk op de Nederrijnse gotiek geïnspireerde neogotiek van deze 'Utrechtse School' onderscheidt zich duidelijk van die van de veel meer vernieuwende 'Amsterdamse School' rond Cuypers. Waar voor Cuypers de gotiek slechts uitgangspunt was voor een verder te evolueren architectuur was voor Tepe de gotiek, en dan vooral de Nederrijnse variant, de enige ware stijl voor kerkenbouw. Tepe's kerken kenmerken zich door een vaak eenvoudige maar rijzige bouwstijl, waar mogelijk met een hoge westtoren en bijna altijd driebeukig uitgevoerd, zelfs heel kleine kerken. Ornamenten ontbreken meestal aan de buitenkant van het gebouw, met uitzondering van de typische Rijnlandse balustrades en met nissen en pinakels versierde topgevels die Tepe bij een aantal kerken aanbracht. Zelfs luchtbogen paste Tepe zelden toe, en slechts eenmaal voorzag hij een koor van een omgang.
In tegenstelling tot Cuypers vertoont Tepe's werk dan ook weinig evolutie in stijl. Toch zijn er vier fasen in zijn carrière te onderscheiden. In de eerste fase, die van 1871 tot 1876 duurde, ontwikkelde hij zijn stijl en probeerde hij verschillende kerktypes uit. De tweede fase, van 1876 tot 1890, kent een grotere toepassing van ornamenten dan voorheen. Tussen 1890 en 1900 experimenteerde Tepe met op centralisering gerichte plattegronden, vooral in de vorm van hallenkerken. Een opvallend hoogtepunt is de in 1893 gebouwde, en in 1945 verwoeste, St. Martinskerk in het Duitse Bilk, die een driehoekige plattegrond kreeg. De vierde fase, na 1900, vertoont een teruggrijpen op eerdere ontwerpen. Tepe paste bij zijn werk in Duitsland een iets andere neogotische stijl toe, waarbij hij geregeld gebruik maakte van natuursteen. Zijn kerk in Bawinkel bestaat zelfs grotendeels uit zandsteen.

## Belangrijke werken
- 1874-1875 Jutphaas: Sint-Nicolaaskerk
- 1874-1876 Arnhem: Sint-Martinuskerk
- 1875-1877 Utrecht: Sint-Hiëronymus wees- en bejaardenhuis
- 1876-1877 Utrecht: Sint-Willibrorduskerk
- 1876-1877 Beesd: Kerk van de H. Kruisverheffing
- 1878-1879 Schalkwijk: Sint-Michaëlskerk
- 1880-1881 Harlingen: Sint-Michaëlskerk
- 1881-1883 Amsterdam: Sint-Franciscus Xaveriuskerk (De Krijtberg)
- 1881-1883 Schagen: Christoforuskerk (Schagen)
- 1882-1885 Maarssen: Heilig Hartkerk (Maarssen)
- 1884-1885 Oosterbeek: St. Bernulphuskerk
- 1885-1887 IJsselstein: Sint-Nicolaasbasiliek
- 1891-1892 Raalte: Basiliek van de Heilige Kruisverheffing
- 1898 Neede: Sint-Ceciliakerk (afgebroken in 1951)
- 1899 Everdingen: H.H. Petrus en Pauluskerk
- 1899-1901: Utrecht: Sint-Martinuskerk (Utrecht); appartementen

Andere voorbeelden van werken van Tepe zijn:
- Bredevoort, de Georgiuskerk
- 's-Heerenberg, de H. Pancratiuskerk
- Kilder, de kerk St. Jan
- Wijnbergen, een basisschool met opvallend trapgeveltje
- Wilnis, Johannes de Doperkerk (1875-1876)
- Zevenaar, toren van de H. Andreaskerk

## Galerij

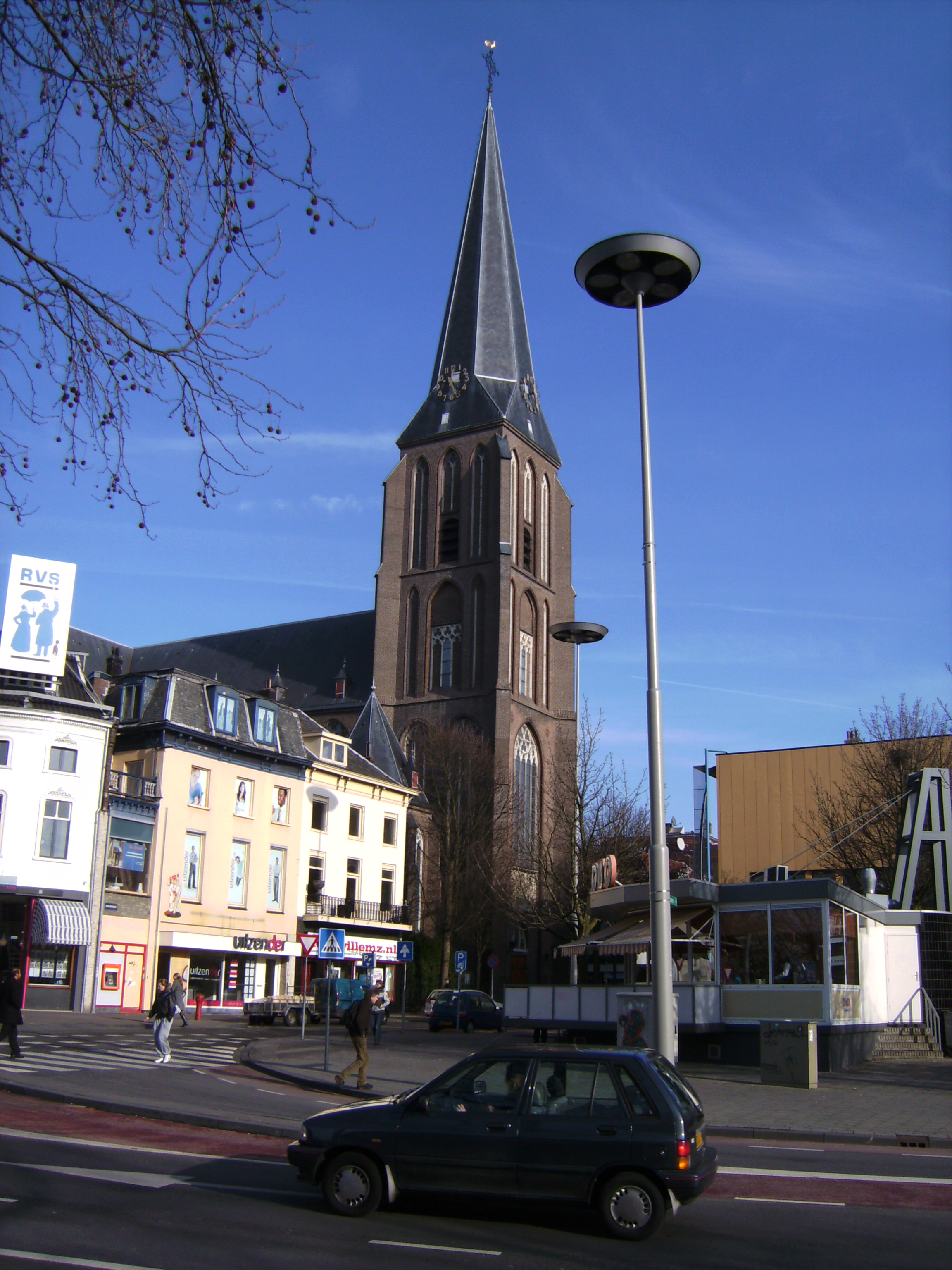
Sint-Martinuskerk (Arnhem)
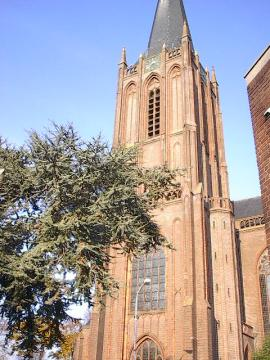
Basiliek van de Heilige Kruisverheffing (Raalte)
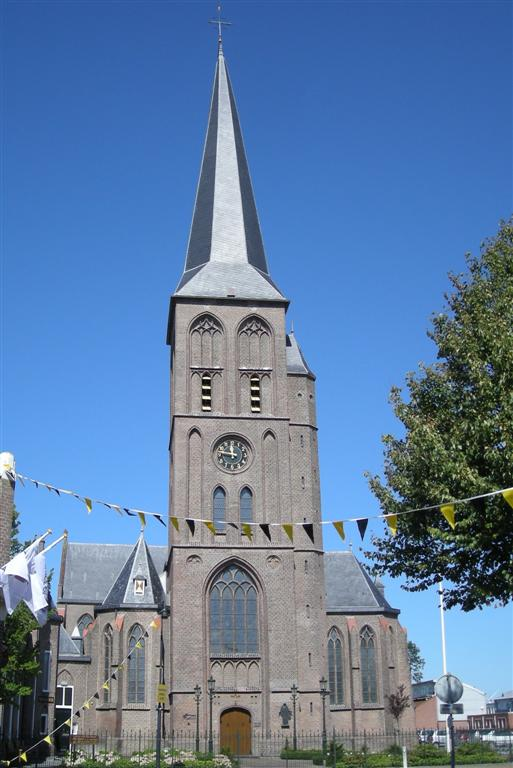
Sint-Werenfriduskerk (Workum)
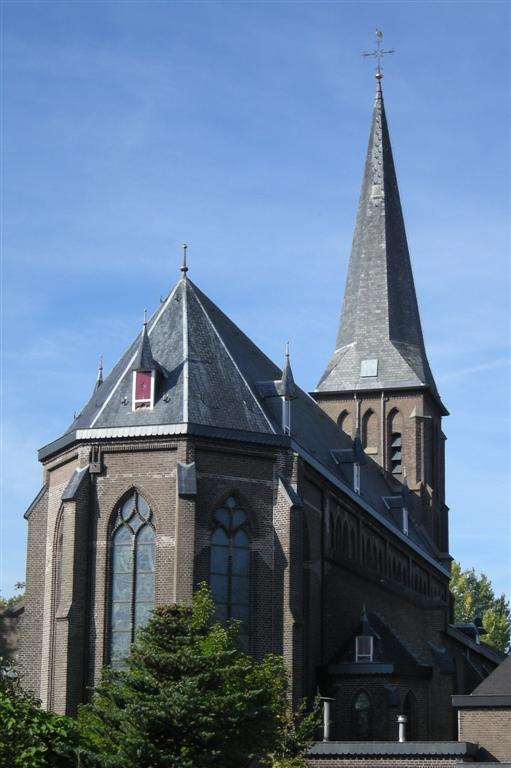
Sint-Ludgeruskerk (Balk)
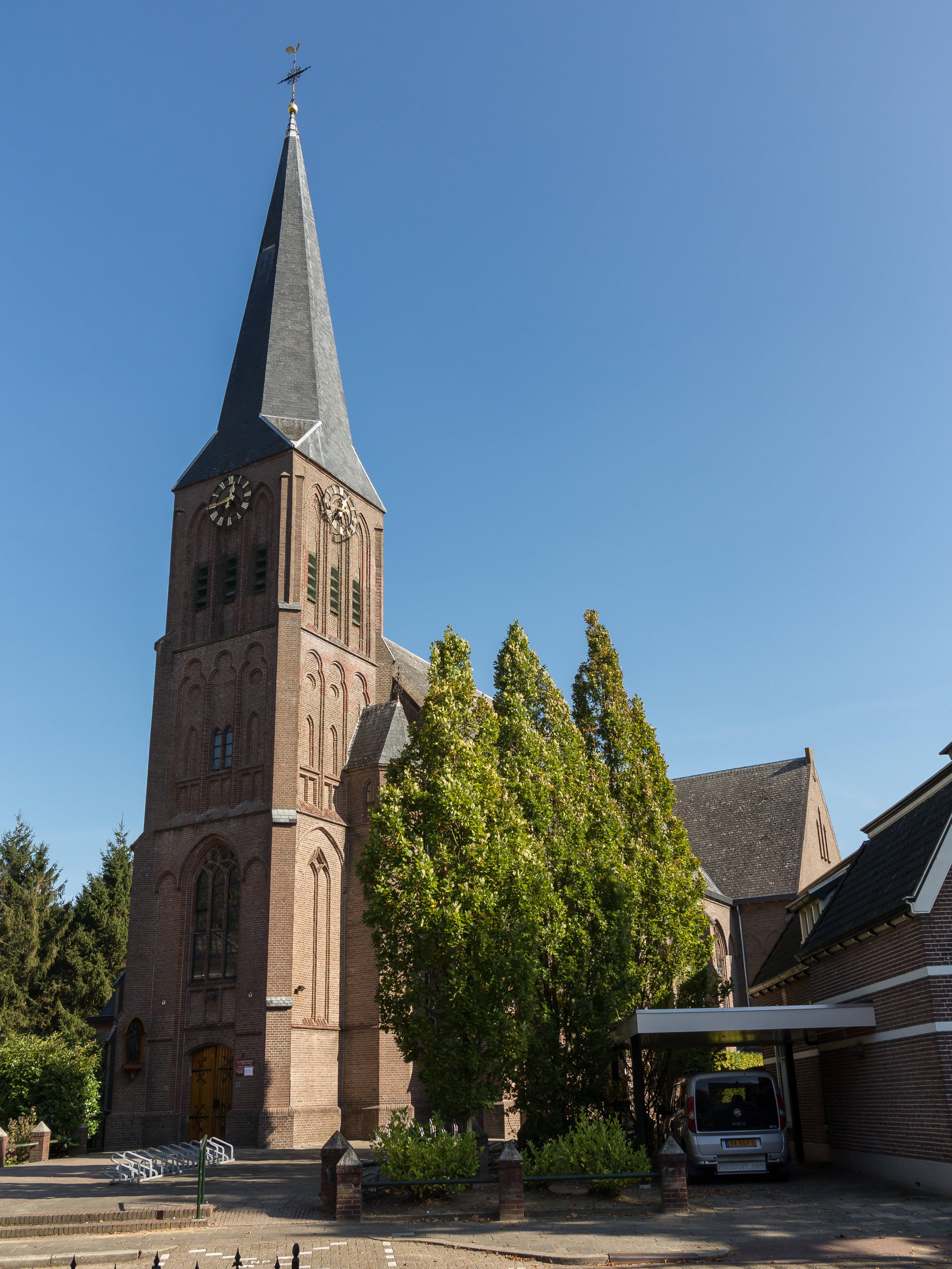
Sint-Nicolaaskerk (Hellendoorn)
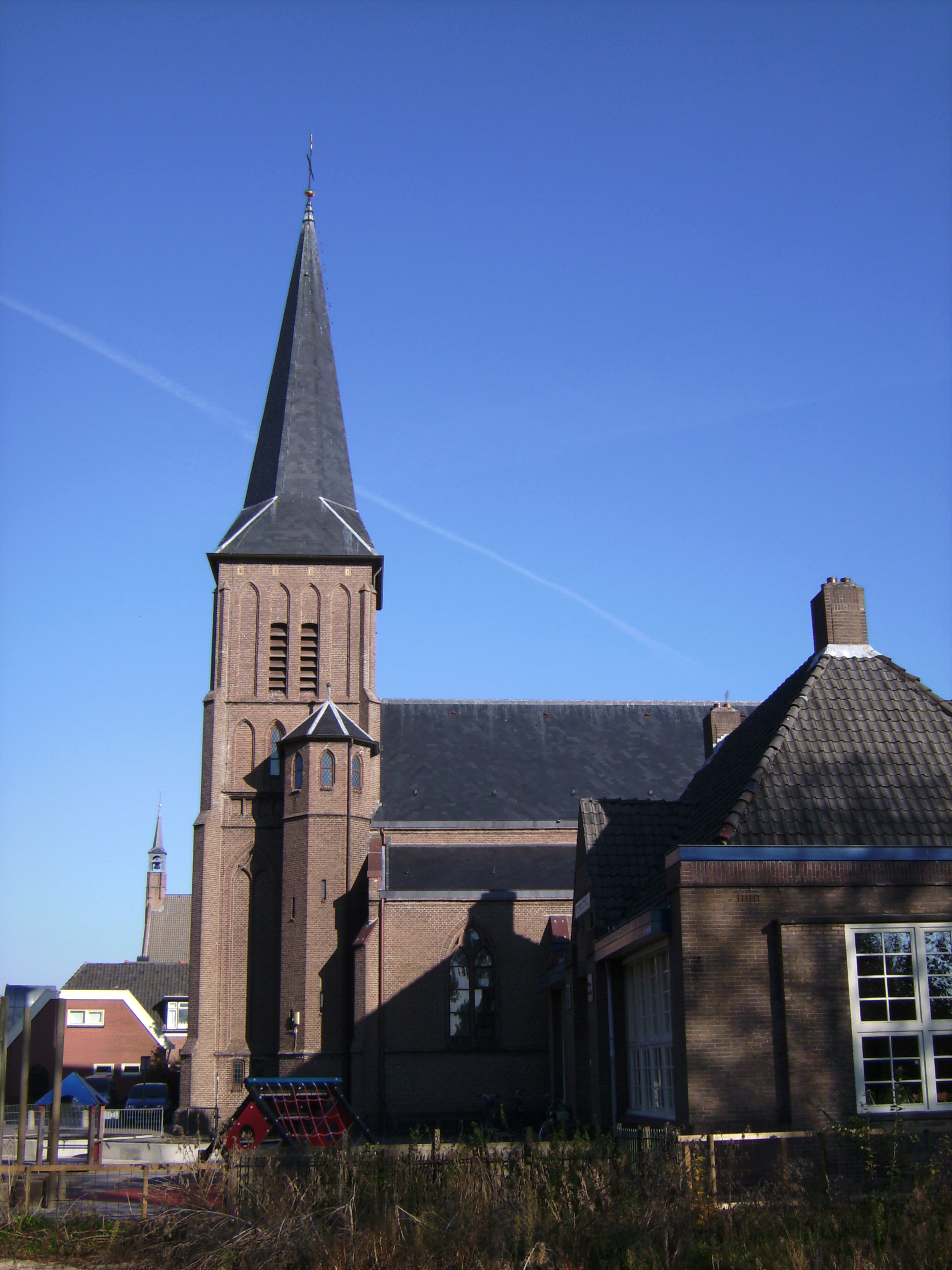
Sint-Clemenskerk (Steenwijk)
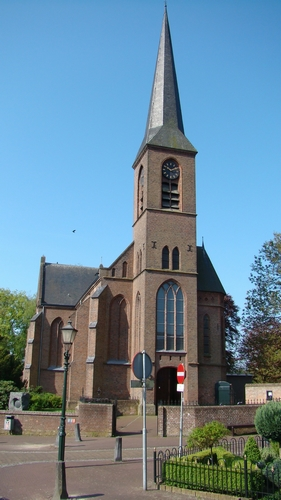
Sint-Georgiuskerk (Bredevoort)
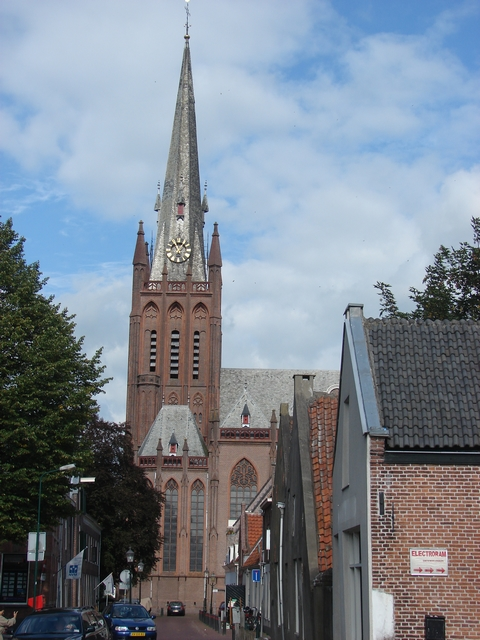
Sint-Nicolaasbasiliek (IJsselstein)
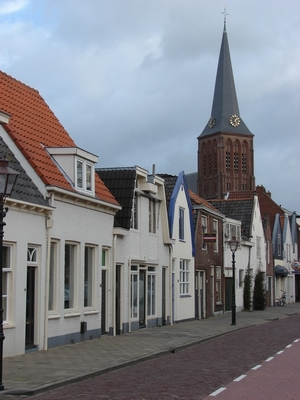
H. Hart kerk, (Maarssen)
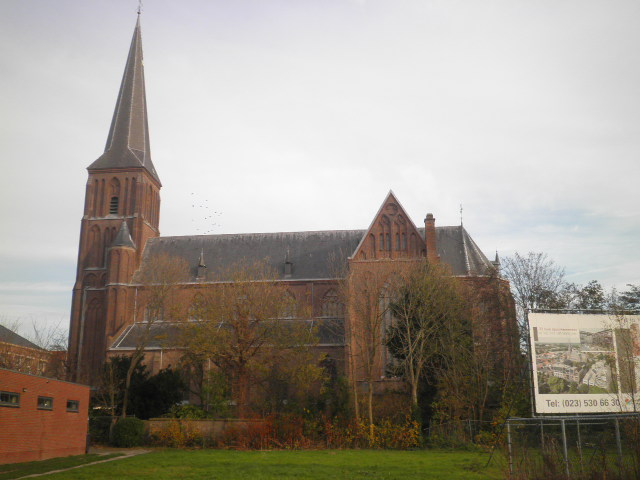
Christoforuskerk, (Schagen)
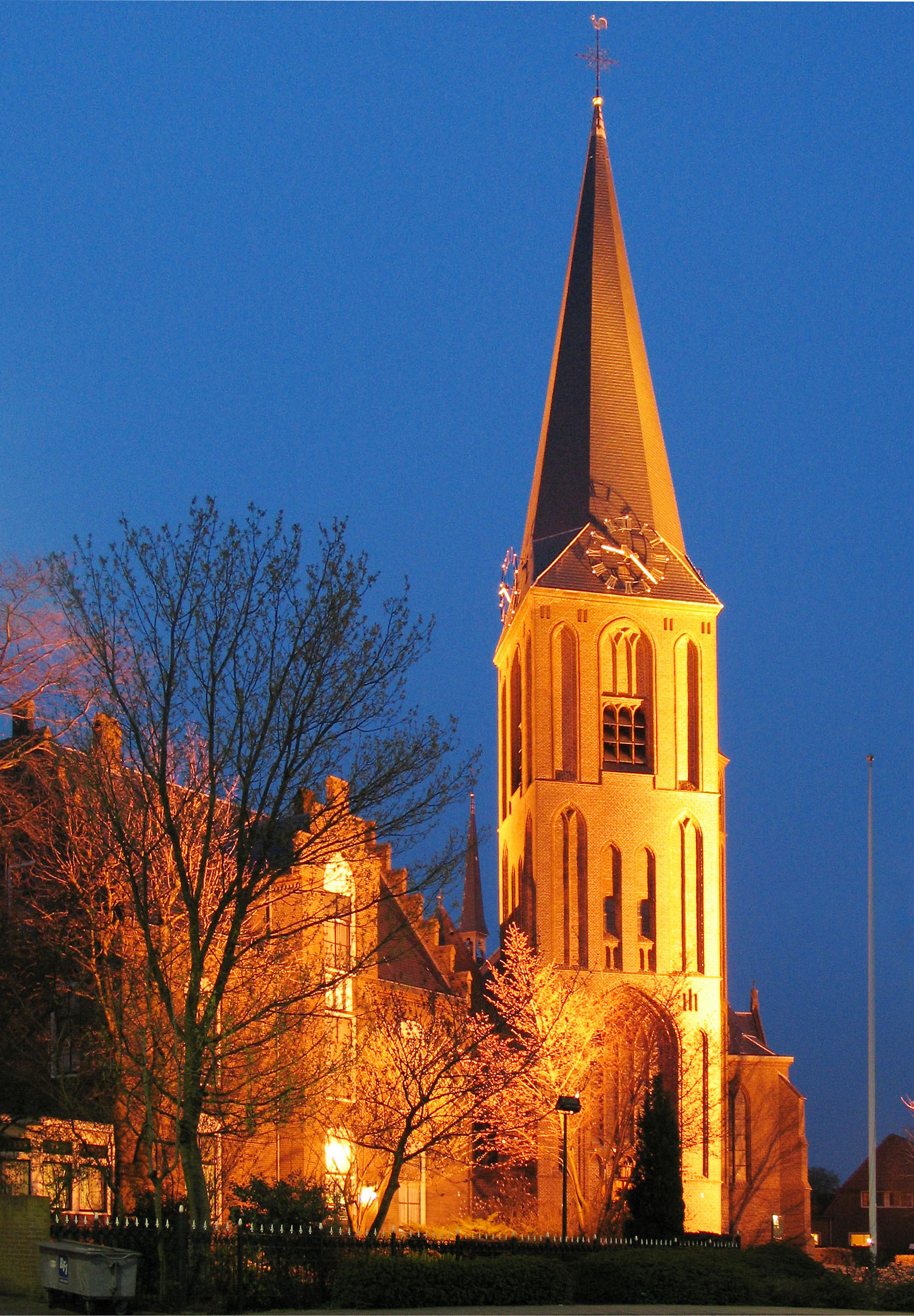
Johannes de Doperkerk, Wilnis-Mijdrecht